# Blonde d'Aquitaine

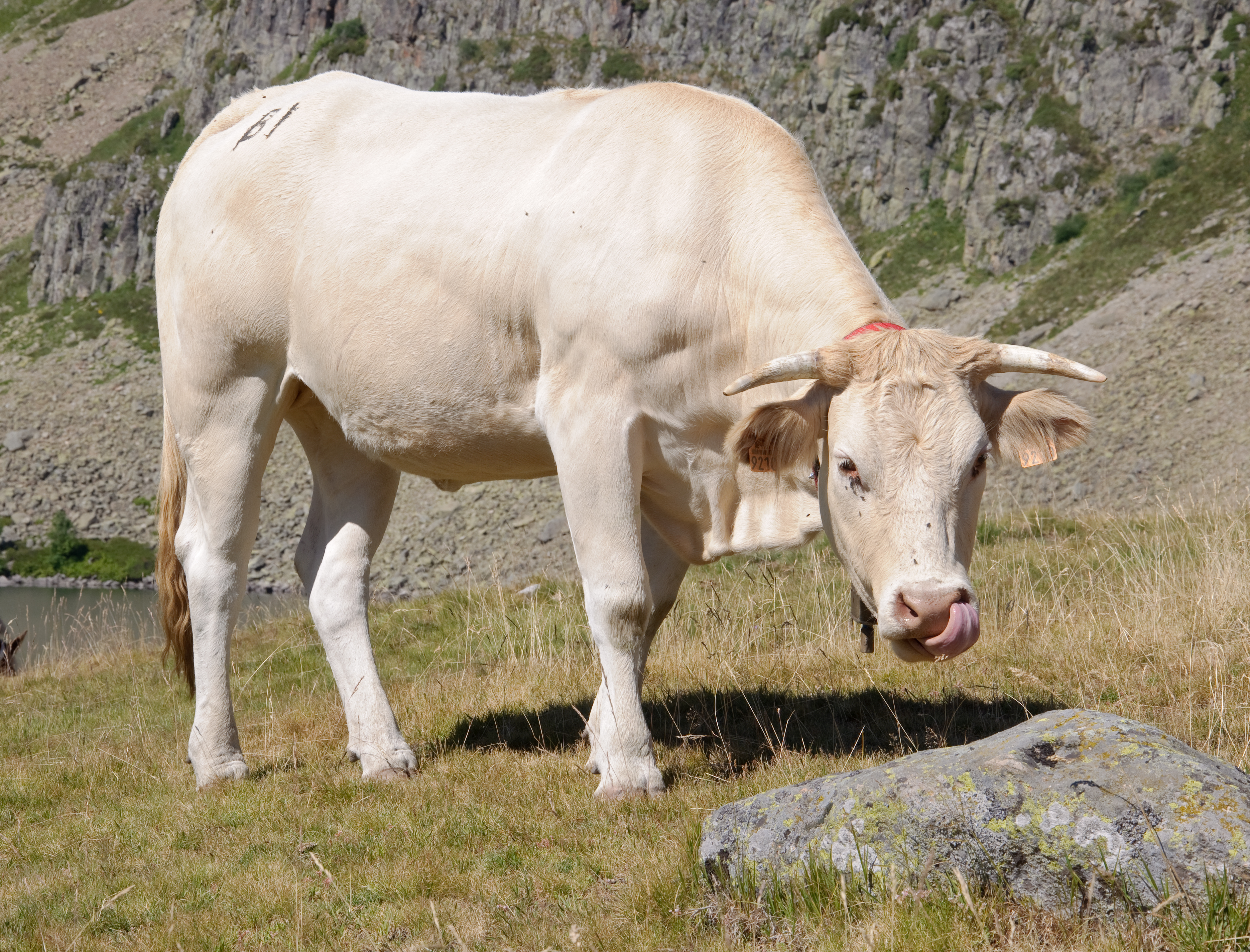
Blonde d'Aquitaine

Blonde d'Aquitaine is een rundveeras dat valt onder de vleestypische rassen. Het is een relatief jong ras, dat sinds 1963 zijn eigen stamboek heeft.

## Geschiedenis
Zoals de naam al doet vermoeden, vindt het ras haar oorsprong in de Zuidwest-Franse regio Aquitanië. Tot 1920 waren er drie onderrassen in Aquitanië en omgeving; namelijk de Garonnaise rondom de rivier de Garonne tussen Agen en Bordeaux, de Quercy en de Blonde van de Pyreneeën aan de voet van de westelijke Pyreneeën. Door deze rassen te combineren en te kruisen met enkele andere rassen, zoals de Limousin en Charolais, ontstond een vleesras dat unieke eigenschappen wist te combineren.

## Eigenschappen
Blonde d'Aquitainen kunnen gemakkelijk afkalven, doordat de kalveren van dit ras in verhouding tot andere vleestypische rassen klein van formaat zijn. Daarnaast hebben Blonde d'Aquitainen een goed eindgewicht en kunnen ze leven van een karig rantsoen. Dieren van dit ras kunnen doorgroeien, totdat ze een leeftijd hebben bereikt van 5 tot 6 jaar. In deze 5 tot 6 jaar kunnen stieren een gewicht van 1500 kilo en koeien een gewicht van 1100 kilo bereiken. Doordat Blonde d'Aquitainen goed kunnen rondkomen van een sober rantsoen, weinig afkalfproblemen hebben en koeien van dit ras goede moederdiereigenschappen hebben, zijn Blondes goed in te zetten voor het begrazen van natuurgebieden.